# Provincia de Hida
La provincia de Hida (飛騨国 Hida-no-kuni?) fue una provincia japonesa que en la actualidad correspondería a la parte norte de la prefectura de Gifu. Hida era bordeada por las provincias de Echizen, Mino, Shinano, Etchū y Kaga. Formaba parte del circuito del Tōsandō. Su nombre abreviado era Hishū (飛州?). Bajo el sistema de clasificación Engishiki, Hida era clasificada como «país inferior» (下国?), en términos de su importancia, y «país intermedio» (中国?), por su distancia a la capital. En la actualidad, toda el área de la antigua provincia de Hida se compone de las ciudades de Hida, Takayama, la mayor parte de la ciudad de Gero y la villa de Shirakawa en el distrito de Ōno.